# Giuseppe Perricone
Giuseppe Perricone (Vita, 3 novembre 1924 – Trapani, 1º maggio 1997) è stato un politico italiano.

## Biografia
Laureato in medicina e specializzato in radiologia, nel 1987 è stato eletto senatore del Partito Repubblicano Italiano per la X legislatura nel collegio Trapani-Marsala. Nel 1991 aderì al gruppo della Democrazia Cristiana. Non venne rieletto nel 1992. 
È stato anche attivo nell'ambito delle attività culturali trapanesi, coordinando l'associazione artistico culturale La Salerniana di Erice.
Muore il 1º maggio 1997 all'età di 72 anni.